# Marta Toren
Märta Torén (o Marta Toren) va ser una actriu sueca, nascuda el 21 de maig de 1925 a Estocolm, on va morir el 19 de febrer de 1957, als 32 anys.

## Biografia
Després del seu debut cinematogràfic en tres pel·lícules sueques (papers menors i sense acreditar) estrenades respectivament el 1942, 1943 i 1946, i els estudis cursats a la Dramatens elevskola (escola del Royal Drama Theatre d'Estocolm), amb Anna Norris, que conclogué al 1946, Märta Torén va marxar als Estats Units amb un contracte de set anys amb Universal Pictures.
A Hollywood, la seva primera pel·lícula nord-americana va ser Casbah, de John Berry, estrenada el 1948; en aquest remake de Pépé le Moko (1937), reprèn el paper de Gaby (inicialment interpretat per Mireille Balin), al costat d'Yvonne De Carlo, Tony Martin i Peter Lorre. Fins al 1952 va interpretar el paper femení principal en altres nou pel·lícules americanes, entre les quals One Way Street [Frontera oberta] , d'Hugo Fregonese (1950, amb James Mason i Dan Duryea).
El 1950 repetia als reporters que era una actriu, no una pin-up i es manifestava en contra de les campanyes publicitàries que la donaven a conèixer pel físic i no per la capacitat actoral. El 1951 ella i Universal se separaren amistosament després de complir tres anys de contracte; se sentia interpretant papers que no li permetien avançar com a actriu: «Eren personatges sense cap rerefons. Solia asseure'm amb el cap entre les mans mirant d'esbrinar de què anaven aquests personatges. I estava farta de les històries d'espies!».
Després de signar contracte amb Columbia, participà a Sirocco, de Curtis Bernhardt (1951, amb Humphrey Bogart i Lee J) i Assignment - Paris! (1952, que va coprotagonitzar amb Dana Andrews).
El seu interès pel teatre no disminuí mentre va ser a Hollywood. Per mantenir el contacte amb l'escena dirigia The Playmates, un grup de teatre amateur a Inglewood, com havia fet ja al Teatre d'Estocolm, quan ensenyava tant actuació com direcció.
L'any 1952, Märta Torén va tornar a Europa i va filmar a Amsterdam i París una coproducció nord-americana-britànica (estrenada el mateix any), The Man Who Watched the Trains Go By, de Harold French, amb Claude Rains i Marius Goring, adaptació de la novel·la homònima de Georges Simenon L'home que mirava passar els trens.
Després es va traslladar a Itàlia i així va col·laborar en quatre coproduccions franco-italianes, una pel·lícula italiana i, finalment, dues coproduccions italo-espanyoles. Es va casar amb el director nord-americà i víctima del maccarthisme Leonardo Bercovici el juny de 1952 i va interpretar la seva pel·lícula Tormento d'amore el 1956. També protagonitzà Maddalena, d'Augusto Genina (1954, amb Gino Cervi i Charles Vanel), que se sol esmentar com el seu millor paper, i La vena d'oro, de Mauro Bolognini (1955, amb Richard Basehart).
En un viatge a Estocolm, rebé l'oferta de participar com a actriu en una obra teatral de J.B. Priestley, substituint la protagonista, que deixava l'obra. Decidí acceptar i rebé per la seva actuació una càlida acollida de públic i crítica.
L'última de les seves vint-i-una pel·lícules es va estrenar el novembre de 1957, pocs mesos després de la seva mort prematura, deguda a una hemorràgia cerebral mentre es trobava a l'escenari, representant The Scandalous Story of Mr Kettle and Mrs Moon, a l'Alléteatern d'Estocolm.

## Filmografia completa
- 1942: Rid i natt!, de Gustaf Molander
- 1942: Rospiggar, de Schamyl Bauman
- 1943: Ombyte av tåg, de Hasse Ekman
- 1946: Eviga länkar, de Rune Carlsten
- 1948: Casbah, de John Berry
- 1948: Rogues' Regiment, de Robert Florey
- 1949: Sword in the Desert, de George Sherman
- 1949: Illegal Entry, de Frederick De Cordova
- 1950: Spy Hunt, de George Sherman
- 1950: One Way Street [Frontera oberta] d'Hugo Fregonese
- 1950: Deported, de Robert Siodmak
- 1950: Mystery Submarine, de Douglas Sirk
- 1951: Sirocco, de Curtis Bernhardt
- 1952: Assignment - Paris!, de Robert Parrish
- 1952: The man who watched the trains go by, de Harold French
- 1953: Puccini, de Carmine Gallone
- 1954: Maddalena, d'Augusto Genina
- 1954: L'ombra, de Giorgio Bianchi
- 1954: Casa Ricordi, de Carmine Gallone
- 1955: La vena d'oro, de Mauro Bolognini
- 1956: Tormento d'amore, de Leonardo Bercovici, Claudio Gora i Eduardo Manzanos Brochero
- 1957: La puerta abierta, de César Fernańdez Ardavín[3][4]